# Valentin Kuzin
Valentin Egorovič Kuzin (in russo Валентин Егорович Кузин?; Novosibirsk, 23 settembre 1926 – Mosca, 13 agosto 1994) è stato un hockeista su ghiaccio sovietico.

## Palmarès

### Olimpiadi invernali
- 1 medaglia:
  - 1 oro (Cortina d'Ampezzo 1956)